# 8 Herculis
8 Herculis (8 Her / HD 145122 / HR 6013) es una estrella en la constelación de Hércules de magnitud aparente +6,13. Forma una doble óptica con Kappa Herculis, estando ambas estrellas separadas 0,2°.
Curiosamente, esta última es, a su vez, otra doble óptica, formada por Kappa Herculis A y Kappa Herculis B.
Aunque la distancia que nos separa de Kappa Herculis A es comparable a la de 8 Herculis —367 años luz—, el movimiento de cada una de ellas por el espacio desmiente que exista una relación física entre ambas.
En cualquier caso, el trío supone un interesante objetivo para ser observado con el telescopio.
8 Herculis es una estrella blanca de la secuencia principal de tipo espectral A0Vnn. Su luminosidad es 44 veces mayor que la del Sol y su temperatura superficial es de 10 000 K. Su diámetro y su masa son, respectivamente, 2,2 y 2,5 veces mayores que los del Sol.
Sus características son similares a las de Phecda (δ Ursae Majoris), Algorab (δ Corvi) o ζ Aquilae, más brillantes por estar más cerca de nosotros.
8 Herculis destaca por su alta velocidad de rotación, igual o superior a 259 km/s —130 veces mayor que la del Sol—, completando un giro en menos de 10,3 horas.